# Leopold II av Belgien
Leopold II av Belgien (franska: Léopold Louis Philippe Marie Victor, flamländska: Leopold Lodewijk Filips Maria Victor), född 9 april 1835 i Bryssel, död 17 december 1909 i Laeken i Bryssel, var belgarnas kung från 1865 till sin död 1909. Han var son till Leopold I av Belgien och Marie Louise av Frankrike.
Leopold II skapade Kongostaten, ett av honom själv kontrollerat territorium vars brutala styre, ett skräckvälde, gjorde att han drog på sig omfattande internationell kritik. Till slut fick Belgien nog och tog därför över styret 1908. Leopold tillskansade sig en enorm privat förmögenhet från territoriet, ursprungligen genom insamling av elfenben. Efter en höjning av priset på naturgummi på 1890-talet förslavades den infödda befolkningen och tvingades skörda och bearbeta gummi. De män, kvinnor och barn som inte kunde fylla sin gummikvot fick händerna brutalt avhuggna. Det uppskattas att mellan 1 och 15 miljoner människor dog under skräckväldet. 
Leopold II är även känd för sitt skandalösa privatliv och för de många byggnader i Belgien som byggdes under hans regeringstid.

## Biografi
Leopold II av Belgien föddes som andre men äldste överlevande son till Leopold I av Belgien och Marie Louise av Frankrike. Hans hälsa var i unga år dålig, hans lungor ska ha varit dåliga liksom ett ben. Detta gjorde att kronprinsen som ung åkte på flera resor utomlands till havs. 1854–1855 var han i Egypten och Mellanöstern och 1864–1865 i Indien och Kina. Han hade redan vid denna tid fått idén om att göra Belgien mäktigt genom kolonier, något även hans far haft som vision men som gått om intet efter ett misslyckat försök i Sydamerika.

### Belgarnas kung

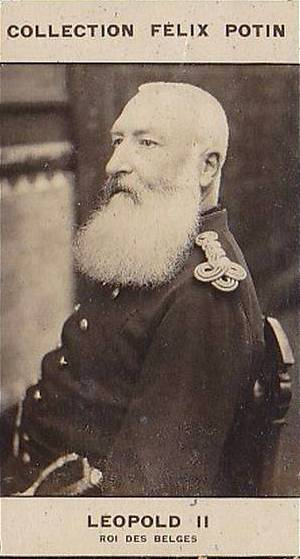
Leopold II med karaktäristiskt skägg.

Leopold II tillträdde som belgarnas kung 17 december 1865. Han hade i grunden liten makt sett till sin roll som konstitutionell monark. Trots detta kunde han äga stort inflytande genom den stora privata förmögenhet han hade ärvt från sina föräldrar och som växt genom framgångsrika spekulationer i Suezkanalen. Detta gjorde honom till en av Europas rikaste män och att han kunde göra sina planer på kolonisering till verklighet trots ointresse från både politiskt håll och från belgarna.
Hans tid som kung dominerades av engagemanget i Kongo men i Belgien är han även ihågkommen som "Byggarkungen"  (Koning-Bouwer, le Roi-Bâtisseur) genom de många monumentala byggnader som uppfördes under hans tid i främst Bryssel, Oostende och Antwerpen. Bland byggnader kan nämnas Cinquantenaire och Antwerpens centralstation och de Kungliga glashusen vid Laekenpalatset.
Han lät också uppföra Kolonialmuseet som en del i sin strävan att föra fram Kongo i hemlandet tillsammans med Japanska tornet och Kinesiska paviljongen i Tervuren utanför Bryssel. Idag återfinns här Kungliga Centralafrikanska museet. Flera av projekten finansierade Leopold II. Han var även drivande i byggstarten för Koekelbergbasilikan. År 1900 grundade han Leopold II:s orden.
Hans popularitet minskade drastiskt under hans sista år, då han bitter valde att vistas utomlands stora delar av sin tid. Leopold testamenterade en stor del av sin egendom till den belgiska staten genom inrättande av en stiftelse. Vid sin död var Leopold distanserad av övriga Europas kungafamiljer. Redan under sin samtid var han ökänd för verksamheten i Kongo, vilket bland annat tas upp i Mörkrets hjärta av Joseph Conrad och Mark Twains King Leopold’s Soliloquy. Även hans privatliv var föremål för karikatyrer i pressen.

### Kongostaten

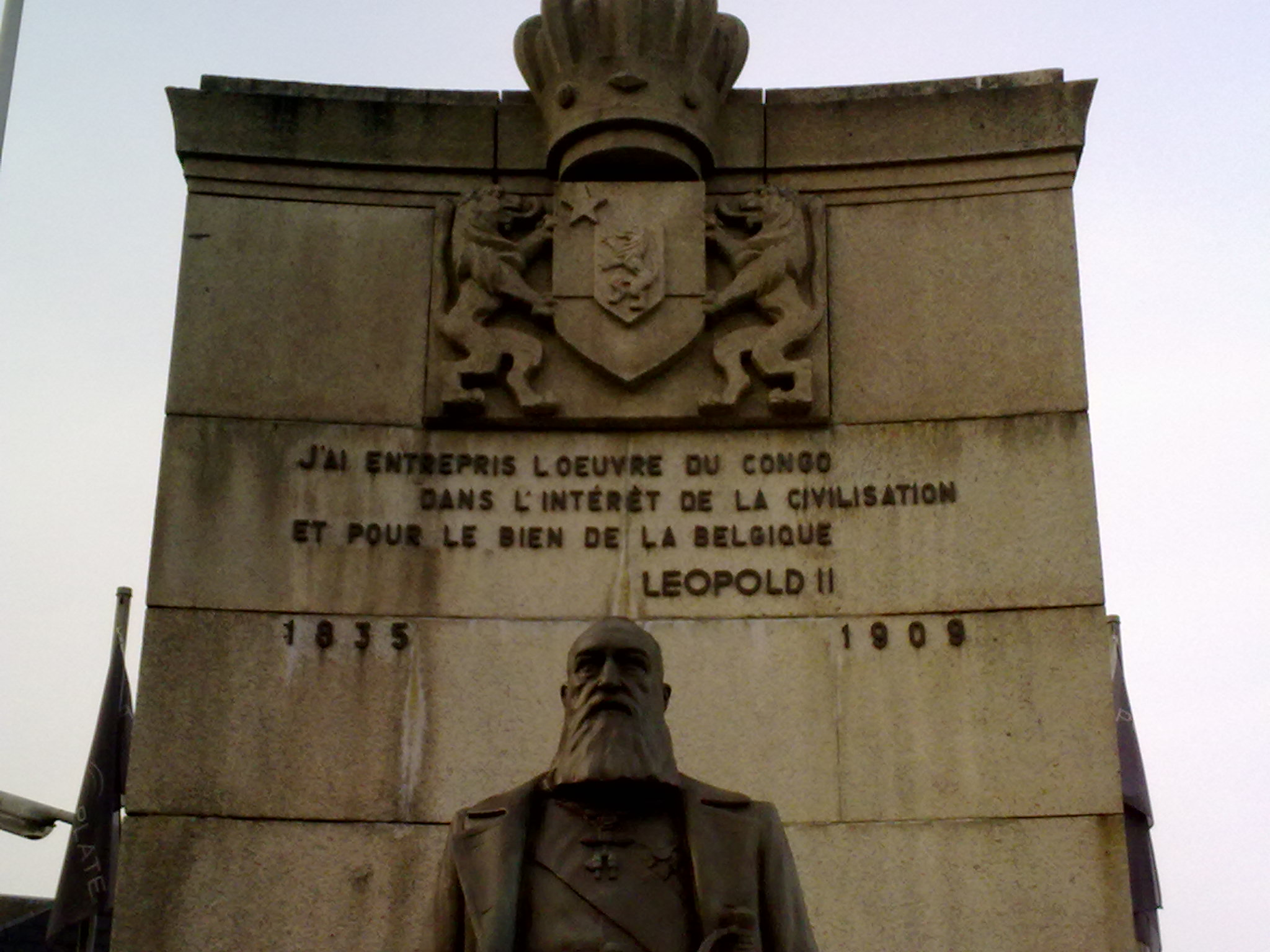
Monument över Leopold och Kongo i belgiska Arlon.

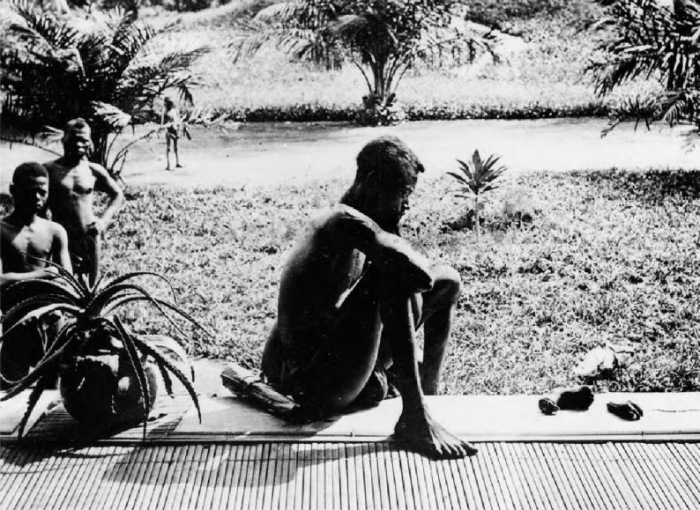
På bilden: Nsala, pappa till en fem år gammal dotter vars händer och fötter blivit avhuggna. Bilden är tagen av Alice Seeley Harris.

Leopolds stora intressen var utrikes- och försvarspolitik, bland annat införde han en värnpliktsreform. Han är mest känd för skapandet av Kongostaten. Kongostaten tillhörde kung Leopold II av Belgien personligen, men denne tvingades överlämna kolonin till den belgiska staten den 15 november 1908 sedan en omfattande internationell proteströrelse i början av 1900-talet uppmärksammat de omänskliga metoder med vilka landets sköttes. Via ett enskilt bolag exploaterades Kongo hårt med Henry Morton Stanley som främste agent.
Genom fotografier tagna och berättelser insamlade av Alice Seeley Harris kom grymheterna i kung Leopolds styre att avslöjas för omvärlden. En av dessa fotografier var på en kongolesisk far, Nsala, som på bilden tittar på sin dotters stympade händer och fötter. Med bilder i hundratal och berättelser av befolkningen om mord och misshandel, kom det att påverka världsopinionen och sätta press på Leopolds gummiutvinning i Kongo. Bilderna publiceras i tidningar över hela världen och chockerade många läsare, däribland Mark Twain som senare anslöt sig till Kongos reformförbund (Congo Reform Association, CRA) för att arbeta emot övergreppen. Han författade bland annat pamfletten King Leopold's Soliloquy.
Det uppstod efter hand starka internationella protester på grund av den omänskliga behandlingen av den infödda befolkningen i samband med utvinningen av rågummi. Det anses att folkmängden i området halverades under Leopolds styre, vilket motsvarar mellan 8 och 30 miljoner döda, beroende på vilken befolkningsuppskattning som görs. Leopold tvingades därför träffa ett avtal med den belgiska staten att Kongo, som varit hans enskilda egendom, istället skulle bli en belgisk koloni vilket Kongo blev 1908 som Belgiska Kongo.
Leopold kommenterade förlusten av sin privata egendom:  Jag ska ge dem mitt Kongo, men vad jag gjort ska de inte lägga sig i till en av sina medhjälpare, därefter gick Kongostatens ugnar varma och under 8 dagar i augusti 1908 brändes merparten av statens papper. Leopolds finanser var vid hans död 1909 en enda stor röra. Vad som stod klart var att det hade skapats omåttliga mängder rikedomar och att ingenting av det skulle tillfalla hans döttrar. Istället gick mycket av det till hans unga älskarinna Caroline Lacroix.

## Familj
Leopold gifte sig första gången 22 augusti 1853 med Maria Henrietta av Österrike (1836–1902), som var dotter till ärkehertig Josef Anton av Österrike. Han valde på grund av sjukdom att själv inte närvara vid ceremonin utan skickade sin svåger att representera honom.
Hans andra äktenskap (1909) var med en tidigare fransk prostituerad, Caroline Lacroix (1883–1948; titulerad baronessan de Vaughan). Tillsammans hade de två söner och gifte sig i en religiös ceremoni fem dagar före Leopolds frånfälle. Giftermålet blev inte giltigt enligt belgisk lag. Leopold gav henne stora gåvor, pengar, egendomar och en adelstitel. Hon var impopulär i Belgien och fick öknamnet Reine du Congo (Kongos drottning) då hon mottog pengar Leopold skaffat genom sitt brutala styre över Kongostaten.
Leopold var mycket kritiserad för sitt skandalösa privatliv, innehållande ständiga kontroverser med sina döttrar och en hel del älskarinnor. Cléo de Mérode, en känd dansös, pekades ut som Leopolds älskarinna men detta är inte klarlagt och bestreds alltid av henne själv.
Den 17 december 1909 dog Leopold II i Laeken utanför Bryssel. Han efterträddes av sin brorson, Albert.

### Barn
- Louise av Belgien, (1858-1924), gift med Philipp av Sachsen-Coburg-Gotha (skilda 1906)
- Leopold, (1859–1869)
- Stephanie av Belgien, (1864–1945) gift med kronprins Rudolf av Österrike
- Clementine av Belgien,(1872–1955) gift med Victor Jérôme Bonaparte

Två utomäkenskapliga söner med Caroline Lacroix:
- Lucien Philippe, (1906–1984) (född utom äktenskapet)
- Philippe Henri, (1907–1914) (född utom äktenskapet)

### Antavla
|                    |  |  |  |  |  |  |  |                      |  |  |  |  |  |  |  |                                                    |  |  |  |  |  |  |  | 8. Hertig Ernst Fredrik av Sachsen-Coburg-Saalfeld |
|                    |  |  |  |  |  |  |  |                      |  |  |  |  |  |  |  |                                                    |  |  |  |  |  |  |  |                                                    |
|                    |  |  |  |  |  |  |  |                      |  |  |  |  |  |  |  | 4. Hertig Frans Fredrik av Sachsen-Coburg-Saalfeld |  |  |  |  |  |  |  |                                                    |
|                    |  |  |  |  |  |  |  |                      |  |  |  |  |  |  |  |                                                    |  |  |  |  |  |  |  |                                                    |
|                    |  |  |  |  |  |  |  |                      |  |  |  |  |  |  |  |                                                    |  |  |  |  |  |  |  | 9. Sophia Antonia av Braunschweig-Wolfenbüttel     |
|                    |  |  |  |  |  |  |  |                      |  |  |  |  |  |  |  |                                                    |  |  |  |  |  |  |  |                                                    |
|                    |  |  |  |  |  |  |  | 2. Kung Leopold I    |  |  |  |  |  |  |  |                                                    |  |  |  |  |  |  |  |                                                    |
|                    |  |  |  |  |  |  |  |                      |  |  |  |  |  |  |  |                                                    |  |  |  |  |  |  |  |                                                    |
|                    |  |  |  |  |  |  |  |                      |  |  |  |  |  |  |  |                                                    |  |  |  |  |  |  |  | 10. Greve Henrik XXIV av Reuss-Ebersdorf           |
|                    |  |  |  |  |  |  |  |                      |  |  |  |  |  |  |  |                                                    |  |  |  |  |  |  |  |                                                    |
|                    |  |  |  |  |  |  |  |                      |  |  |  |  |  |  |  | 5. Augusta av Reuss-Ebersdorf                      |  |  |  |  |  |  |  |                                                    |
|                    |  |  |  |  |  |  |  |                      |  |  |  |  |  |  |  |                                                    |  |  |  |  |  |  |  |                                                    |
|                    |  |  |  |  |  |  |  |                      |  |  |  |  |  |  |  |                                                    |  |  |  |  |  |  |  | 11. Karolina Ernstina av Erbach-Schönberg          |
|                    |  |  |  |  |  |  |  |                      |  |  |  |  |  |  |  |                                                    |  |  |  |  |  |  |  |                                                    |
| 1. Kung Leopold II |  |  |  |  |  |  |  |                      |  |  |  |  |  |  |  |                                                    |  |  |  |  |  |  |  |                                                    |
|                    |  |  |  |  |  |  |  |                      |  |  |  |  |  |  |  |                                                    |  |  |  |  |  |  |  | 12. Ludvig Filip, hertig av Orléans                |
|                    |  |  |  |  |  |  |  |                      |  |  |  |  |  |  |  |                                                    |  |  |  |  |  |  |  |                                                    |
|                    |  |  |  |  |  |  |  |                      |  |  |  |  |  |  |  | 6. Fransmännens kung Ludvig Filip I                |  |  |  |  |  |  |  |                                                    |
|                    |  |  |  |  |  |  |  |                      |  |  |  |  |  |  |  |                                                    |  |  |  |  |  |  |  |                                                    |
|                    |  |  |  |  |  |  |  |                      |  |  |  |  |  |  |  |                                                    |  |  |  |  |  |  |  | 13. Louise Marie Adelaide av Bourbon               |
|                    |  |  |  |  |  |  |  |                      |  |  |  |  |  |  |  |                                                    |  |  |  |  |  |  |  |                                                    |
|                    |  |  |  |  |  |  |  | 3. Louise av Orléans |  |  |  |  |  |  |  |                                                    |  |  |  |  |  |  |  |                                                    |
|                    |  |  |  |  |  |  |  |                      |  |  |  |  |  |  |  |                                                    |  |  |  |  |  |  |  |                                                    |
|                    |  |  |  |  |  |  |  |                      |  |  |  |  |  |  |  |                                                    |  |  |  |  |  |  |  | 14. Kung Ferdinand I av Bägge Sicilierna           |
|                    |  |  |  |  |  |  |  |                      |  |  |  |  |  |  |  |                                                    |  |  |  |  |  |  |  |                                                    |
|                    |  |  |  |  |  |  |  |                      |  |  |  |  |  |  |  | 7. Maria Amalia av Neapel och Sicilien             |  |  |  |  |  |  |  |                                                    |
|                    |  |  |  |  |  |  |  |                      |  |  |  |  |  |  |  |                                                    |  |  |  |  |  |  |  |                                                    |
|                    |  |  |  |  |  |  |  |                      |  |  |  |  |  |  |  |                                                    |  |  |  |  |  |  |  | 15. Maria Karolina av Österrike                    |
|                    |  |  |  |  |  |  |  |                      |  |  |  |  |  |  |  |                                                    |  |  |  |  |  |  |  |                                                    |

## Utmärkelser
- Storkorset av Nederländska Lejonorden,  19 oktober 1861[9]
- Osmanié-orden
- Sankt Ferdinands Förtjänstorden
- Storkors av Hederslegionen
- Meschidie-orden
- Toskanska Sankt Josefsorden
- Storkommendör av Hohenzollerns kungliga husorden
- Oldenburgska Hus- och förtjänstorden
- Tre ordnars band
- Württembergska kronorden
- Sankt Hubertusorden
- Strumpebandsorden
- Vita elefantens orden
- Hessiska Ludvigsorden
- Takovoorden
- Annunziataorden
- Rutkroneorden
- Frälsarens orden
- Riddare av Elefantorden
- Kedja av Krysantemumorden
- Storkors av Kronorden
- Storkors av Sankt Olavs orden
- Riddare med storkors av Heliga gravens orden
- Storkors av Leopold II:s orden
- Riddare av Gyllene skinnets orden
- Svarta örns orden
- Storkorset av Karl III:s orden
- Storkors av Södra korsets orden
- Vita örnens orden
- Första klassen av Röda örns orden
- Sankt Annas orden, första klass
- Andreasorden
- Sankt Alexander Nevskij-orden
- Rumänska Stjärnans orden
- Sankt Stefansorden

[Redigera Wikidata]

## Eftermäle
Leopold II ligger begravd i Église Notre-Dame de Laeken i Laeken. 
Flera statyer har uppförts av Leopold II i Belgien. Efter demonstrationer till stöd för Black Lives Matter i Bryssel sommaren 2020 restes krav på att ta ned statyer och andra minnesmärken av Leopold II. Hösten 2020 bildades därför en officiell arbetsgrupp med mål att 'avkolonisera det offentliga rummet' i Bryssel.
Boken Kung Leopolds vålnad av Adam Hochschild (Ordfront förlag, 2001) handlar om exploateringen av Kongo.